# Ryga
Ryga (łot. Rīga [ˈriːɡa], pol. i lit. Ryga, niem. i szw. Riga, est. Riia, liw. Rīgõ, fiń. Riika, jid. ‏ריגע‎, Rige, ros. Рига, Riga) – stolica i największe miasto Łotwy, położone nad rzeką Dźwiną w pobliżu jej ujścia do Bałtyku w Zatoce Ryskiej. Jest głównym ośrodkiem gospodarczo-przemysłowym, komunikacyjnym (port morski, lotniczy i węzeł kolejowy Ryga Centralna), kulturalnym i naukowym kraju. Zabytkowe Stare Miasto jest wpisane na listę światowego dziedzictwa kulturowego i przyrodniczego UNESCO. Stanowi jedno z największych w Europie skupisk architektury secesyjnej. W przeszłości ludność miasta dochodziła nawet do 900 tys. mieszkańców, w 2025 liczba ludności Rygi wynosiła około 592 tys. osób. Pod względem liczby ludności drugie największe miasto w krajach bałtyckich. W Rydze znajduje się agencja Unii Europejskiej – Organ Europejskich Regulatorów Łączności Elektronicznej BEREC.

## Historia

### Dzieje najstarsze

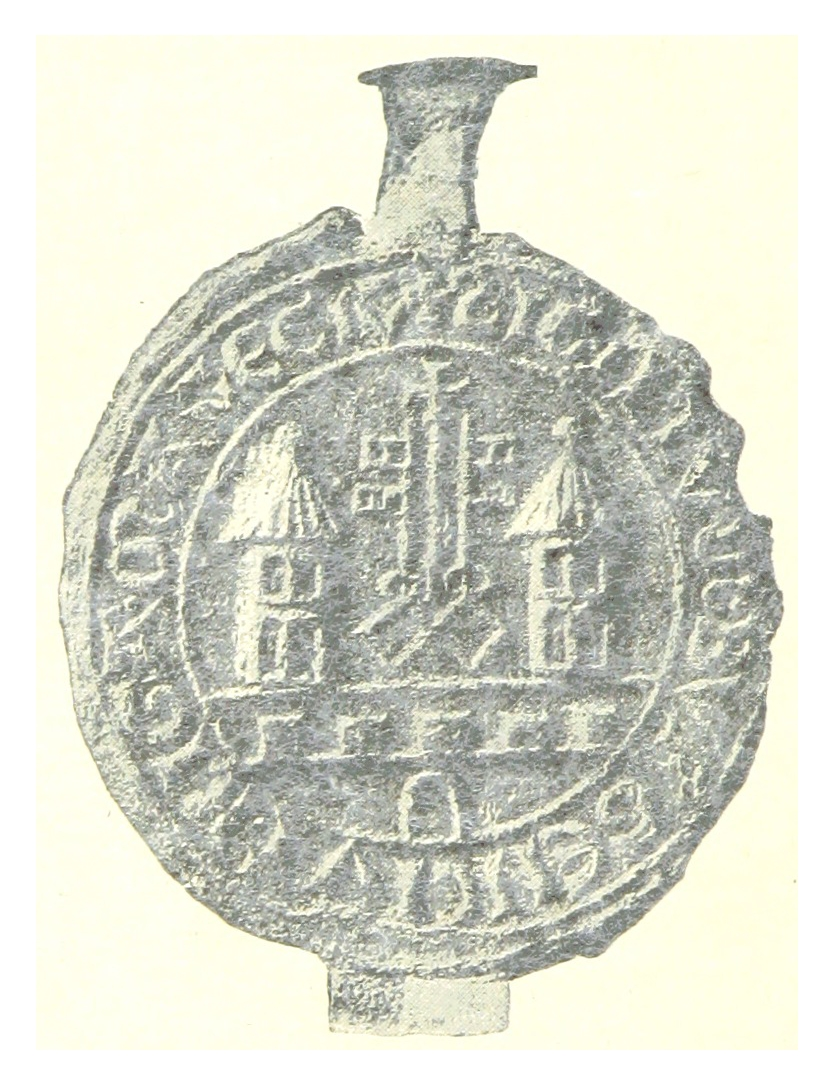
XIII-wieczna pieczęć miejska Rygi

Już w X wieku istniała rozwinięta osada plemienia Liwów u ujścia Dźwiny, którędy przebiegał szlak handlowy od Waregów do Greków. Obecne miasto zostało założone w 1201 przez biskupa Alberta von Buxhövden i szybko stało się, jako jeden z członków Hanzy od 1282 roku, ważnym ośrodkiem handlowym na wybrzeżu Bałtyku. W 1207 roku rozpoczęto budowę murów miejskich. Po 1225 roku legat papieski Wilhelm z Modeny przyznał mieszczanom prawa, które mieli kupcy niemieccy w Visby na Gotlandii. W średniowieczu Ryga była jednym z najważniejszych portów bałtyckich. Od tego momentu zaczęły się w Rydze, jak i całej Łotwie, silne wpływy niemieckiej kultury, języka niemieckiego i niemieckie osadnictwo, a sytuacja ta trwała setki lat. Po 1237 roku posiadłości i prawa zakonu kawalerów mieczowych na terenie miasta przejął zakon krzyżacki. Od 1255 Ryga była siedzibą katolickiej archidiecezji Prus, Inflant i Estonii, której podlegały m.in. diecezja chełmińska i diecezja warmińska. W związku z próbami przejęcia władzy w mieście przez zakon krzyżacki, w 1297 roku mieszczanie Rygi zburzyli dwór krzyżacki i wymordowali jego załogę. Konflikt trwał do 1330 roku, gdy wojska zakonne zmusiły miasto do poddania się. W 1366 roku wielki mistrz zrzekł się władzy nad miastem, zastrzegając jedynie prawo do posiadania zamku. W 1366 papież ustanowił królów Polski opiekunami arcybiskupstwa ryskiego. W 1452 roku zakon krzyżacki i arcybiskup Sylwester Stodewescher zawarli w Kircholmie ugodę, na mocy której podzielili się władzą nad miastem. W 1484 roku mieszczanie zbuntowali się ponownie i zburzyli zamek krzyżacki, jednak po kilku latach musieli się ponownie podporządkować zakonowi, którego pozycja jednak szybko w następnych latach zaczęła słabnąć. W latach 1521–1524 Ryga stała się miastem luterańskim.

### Ryga w Rzeczypospolitej (1561–1621)

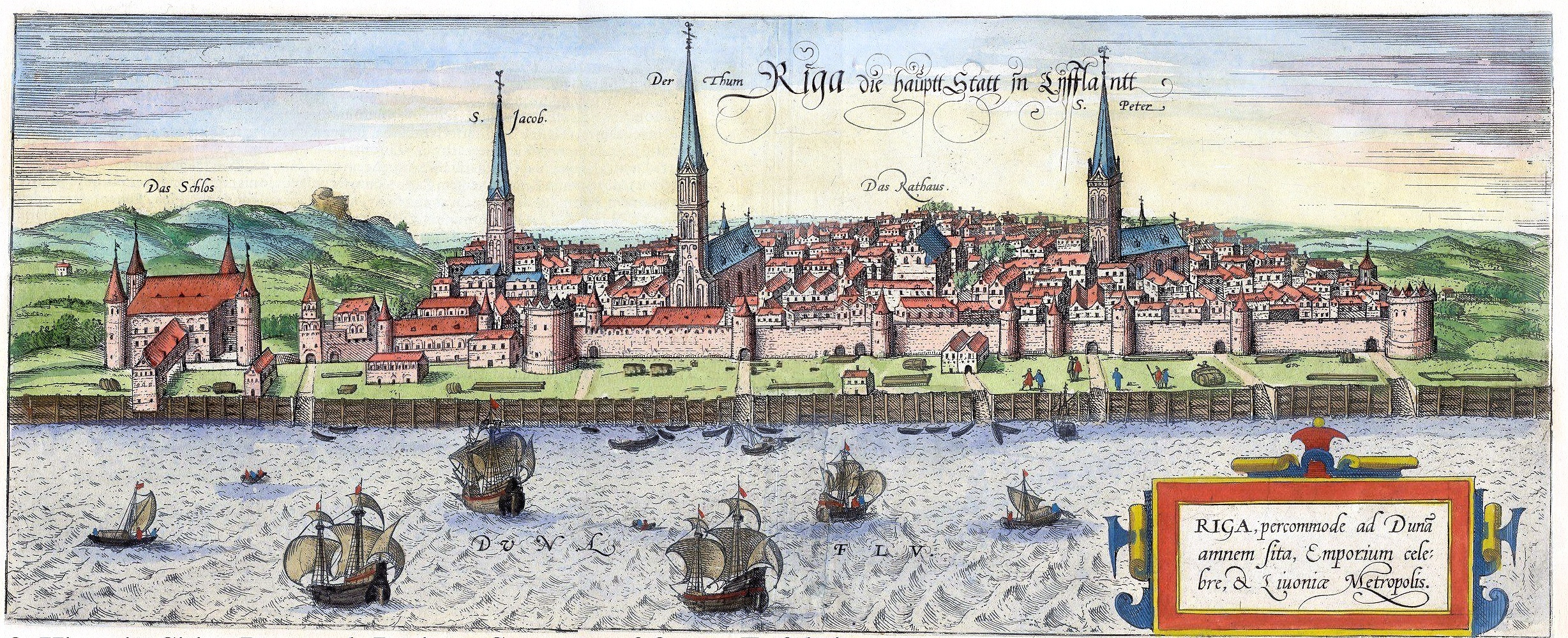
Panorama Rygi w 1572 roku

28 listopada 1561 na mocy paktu wileńskiego Inflanty oddały się pod opiekę królowi Zygmuntowi II Augustowi, a Gotthard Kettler otrzymał w lenno Kurlandię i Semigalię. W dniu 5 marca 1562 na zamku w Rydze Kettler złożył hołd lenny Zygmuntowi II Augustowi, który w zastępstwie króla polskiego przyjął Mikołaj Radziwiłł Czarny. Po unii lubelskiej w 1569 Ryga znalazła się pod wspólnym panowaniem Korony Polskiej i Wielkiego Księstwa Litewskiego. Pod polską władzą zamek w Rydze znajdował się od 1565 r., natomiast w roku następnym utworzono w Rydze kasztelanię. W 1566 r. nastąpiła sekularyzacja i w efekcie likwidacja arcybiskupstwa w Rydze.

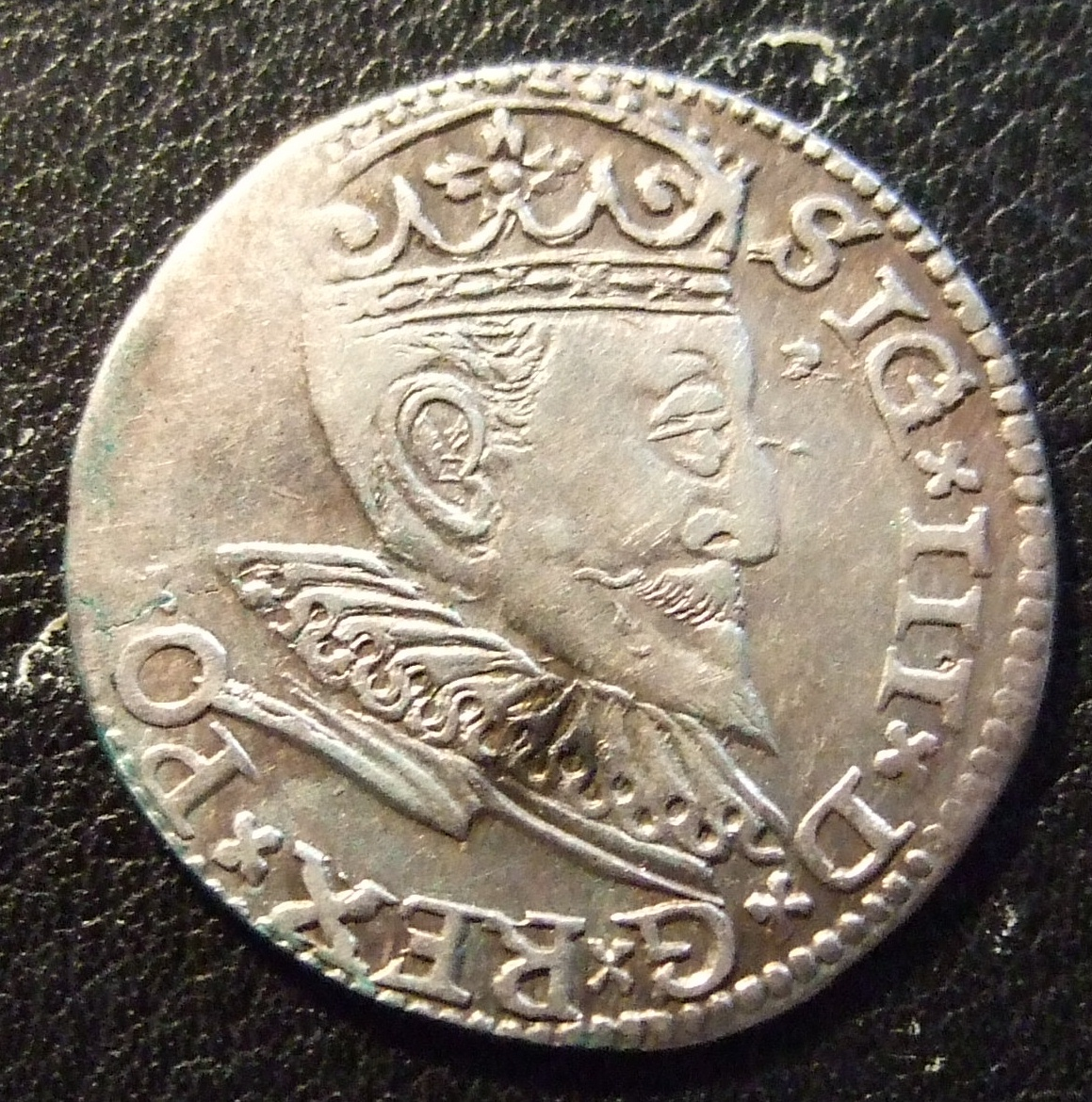
3 grosze (trojak) Zygmunta III Wazy z mennicy ryskiej

W obrębie państwa polsko-litewskiego Ryga otrzymała najpierw 20 lat autonomii (Freiheistsjahre) i po upływie tego okresu król Stefan Batory podpisał 15 stycznia 1581 r. akt poddania się Rygi jego władzy. Po pokonaniu Iwana Groźnego w 1582 r. król uroczyście wjechał do miasta przez bramę Marschallpforte, a następnie w tym samym roku założył w nim kolegium jezuickie. W listopadzie 1582 r. Sejm Rzeczypospolitej zatwierdził nowy przywilej dla miasta Corpus Privilegiorum Stephaneum. Król Stefan Batory nadał Rydze prawo składu w 1581 i 1582 roku. W 1584 r. miasto zawarło specjalną konwencję ułatwiającą handel z Wielkim Księstwem Litewskim. W latach 1584–1589 miastem wstrząsnęły niepokoje określane jako „rozruchy kalendarzowe”, których tłem było wprowadzenie kalendarza gregoriańskiego, spór o kościół św. Jakuba pomiędzy katolikami a protestantami i w konsekwencji wypędzenie jezuitów oraz konflikt między Radą Miejską a gildiami o władzę w mieście. W trakcie starć publicznie stracono w 1586 r. dwóch stronników króla Polski: wójta Testiusza i syndyka Wellinga. Nastroje uspokoiły się w czasie panowania Zygmunta III Wazy, gdy pod mury miasta podeszły wojska wojewody wendeńskiego Jerzego Farensbacha i stracono dwóch przywódców gildii protestanckiej: notariusza Gizego i ławnika Brynka. Ryga leżała w obrębie województwa wendeńskiego. W okresie panowania Rzeczypospolitej w ryskiej mennicy bito polskie monety.
Miasto pod panowaniem polskim zaczęło się dynamicznie rozwijać, czego dowodem był wzrost liczebności cechów rzemieślniczych z 8 do 24. W 1588 r. N. Mollin otworzył w mieście pierwszą drukarnię, którą wzorował na drukarni hetmana Jana Zamoyskiego w Zamościu. W 1589 r. miasto złożyło przysięgę wierności nowemu królowi Polski Zygmuntowi III Wazie. W 1601 r. sądy miejskie podporządkowano bezpośrednio najwyższym sądom królewskim w Warszawie. W 1603 r. król Zygmunt III zezwolił miastu na zatrzymywanie połowy otrzymywanych ceł.

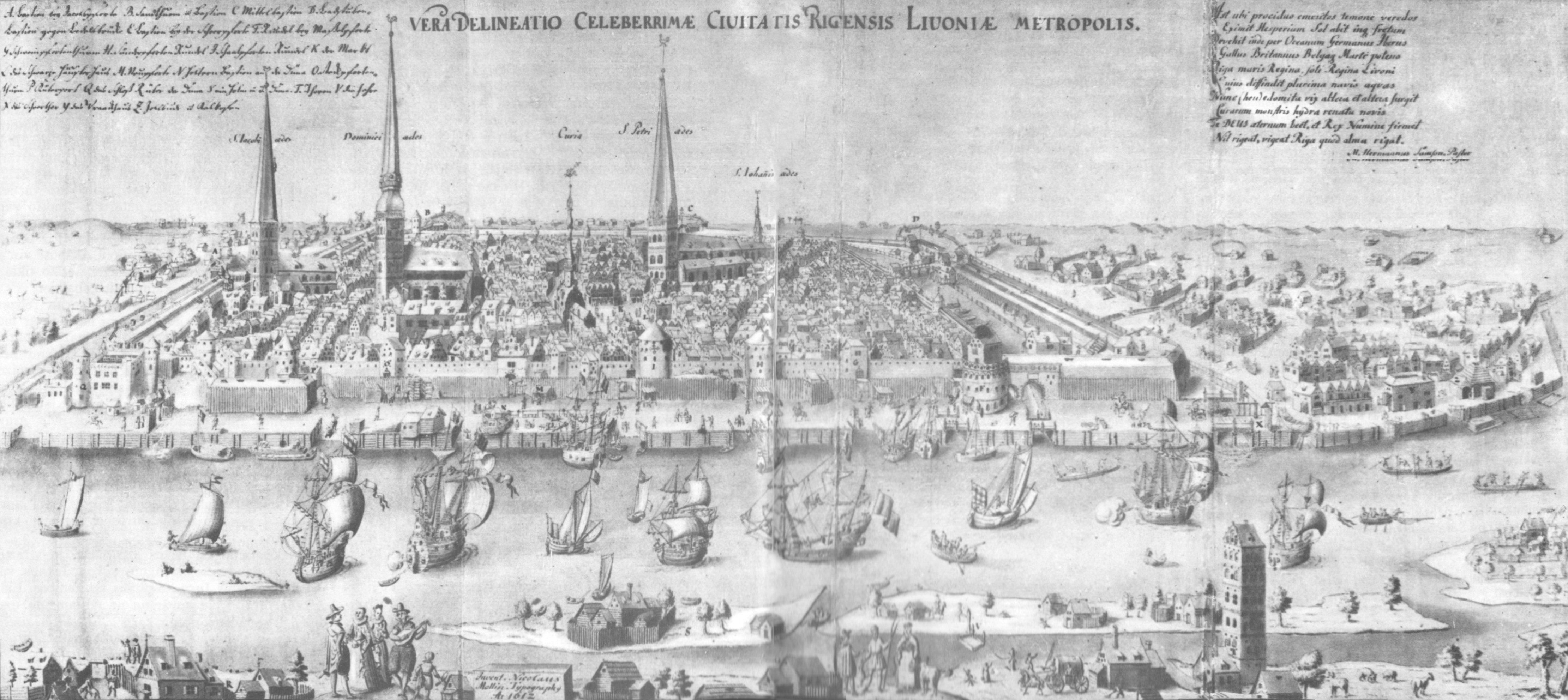
Panorama Rygi w 1612 roku

W czasie II wojny polsko-szwedzkiej w 1601 r. pod miastem wojska polskie rozbiły wojska szwedzkie, a w 1605 we wsi Kircholm, 25 km od Rygi, wojska Rzeczypospolitej pokonały przeważające siły szwedzkie.
W czasie IV wojny polsko-szwedzkiej król Szwecji Gustaw II Adolf obległ miasto 21 sierpnia 1621 r. Rygi broniły garnizon liczący 900 polskich żołnierzy oraz 3700 mieszczan z milicji miejskiej z artylerią. Po miesięcznym oblężeniu i odparciu trzech szturmów Ryga skapitulowała 25 września. Leżący niedaleko Dyjament (dziś dzielnica miasta), którego broniła tylko jedna kompania piechoty pod dowództwem Jana Schawarzhofa, poddał się dopiero 2 października. Ryga pozostała pod panowaniem Szwedów na mocy rozejmu w Altmarku z 1629 r. Panowanie szwedzkie nad Rygą potwierdził de iure dopiero pokój w Oliwie w 1660 r.

### Ryga pod panowaniem Szwecji (1621–1710)
W 1656 w czasie wojny szwedzko-rosyjskiej Rosjanie po raz pierwszy podjęli próbę zdobycia miasta. W trakcie III wojny północnej w 1700 roku miasto obległy wojska saskie króla Augusta II Mocnego, który zdobyciem miasta chciał wzmocnić swoją pozycję wobec szlachty polskiej. W 1701 żołnierze Augusta II zostali pokonani pod Rygą przez Szwedów, którzy następnie skierowali się na południe, do Polski.

### Ryga w carskiej Rosji (1710–1917)

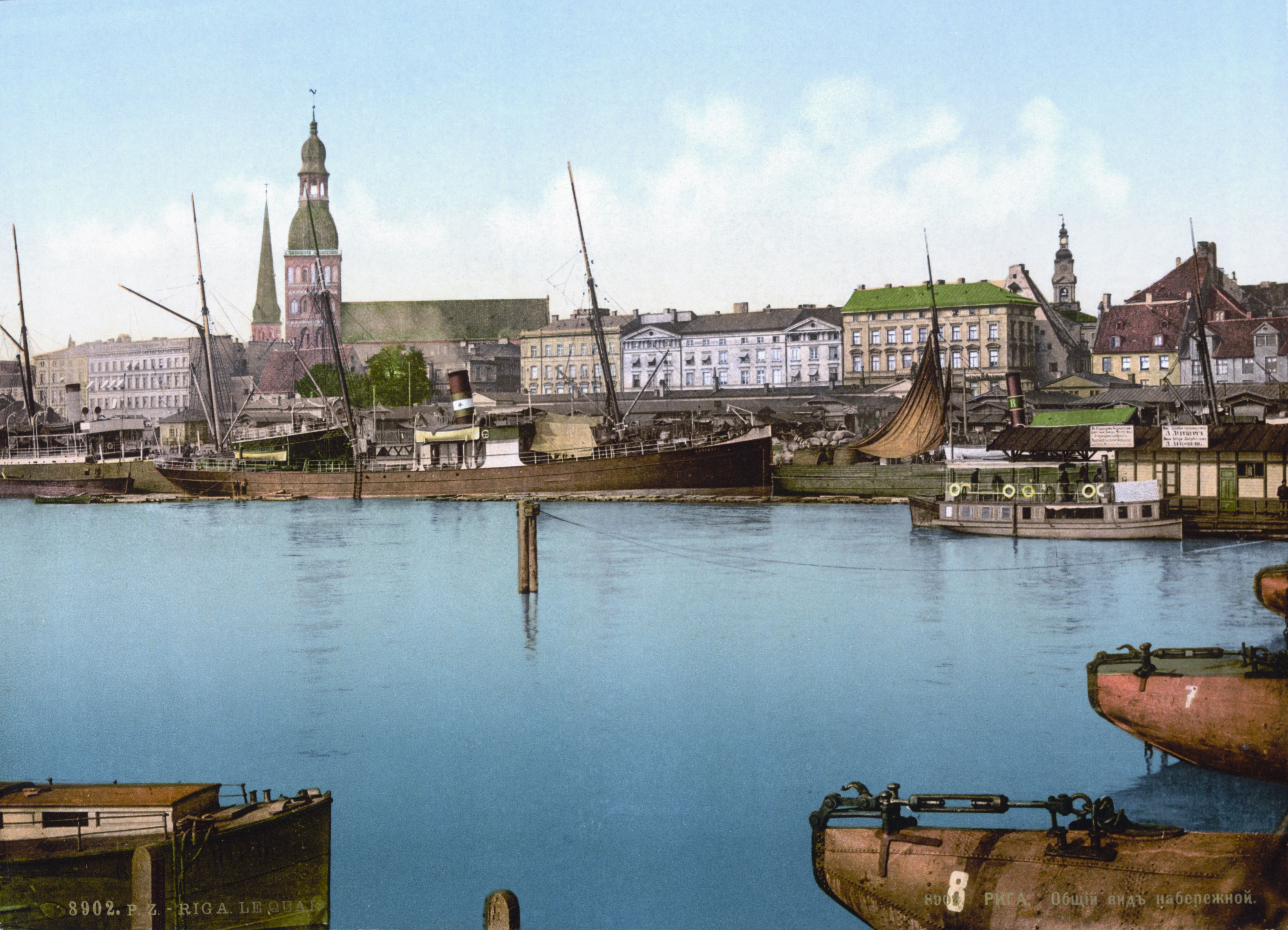
Ryga ok. 1890–1900

W 1710 r. po bitwie pod Połtawą miasto zdobyli Rosjanie, jednak niedaleka Łatgalia nadal do I rozbioru Polski w 1772 r. pozostała w rękach polskich. W 1721 roku Szwecja w traktacie nysztackim uznała przynależność Rygi do Rosji. W 1782 roku powstał pierwszy teatr publiczny. W 1796 stała się stolicą guberni inflanckiej Imperium Rosyjskiego. W 1812 roku wojska napoleońskie spaliły przedmieścia miejskie, odbudowane następnie przez generał-gubernatora inflanckiego Filippa Paulucciego. W 1854 r. podczas wojny krymskiej port został zablokowany przez flotę brytyjską. W latach 1857–1863 zburzono fortyfikacje miejskie i rozpoczęto zakładanie bulwarów. W latach 1858–1861 nastąpiła pierwsza masowa migracja ludności łotewskiej ze wsi do Rygi, co spowodowało wzrost jej znaczenia w mieście. W 1881 r. ludność miasta liczyła już 170 tys. mieszkańców, w tym 67 tys. posługiwało się językiem niemieckim (40%), 50 tys. łotewskim (30%), 32 tys. rosyjskim (19%) i 3,2 tys. językiem polskim (2%).
Podczas rewolucji 1905 r. miastem wstrząsały rozruchy robotnicze. Na wieść o krwawej niedzieli w Petersburgu – rozpędzeniu pokojowej demonstracji robotników w dniu 9 stycznia?/22 stycznia 1905, w Rydze wybuchł dwa dni później (11 stycznia?/24 stycznia 1905) strajk powszechny. Udział w nim wzięło ponad 80 tys. osób. Robotnicy przerwali pracę, a także organizowali demonstracje i wiece. 13 stycznia?/26 stycznia 1905 wojsko rosyjskie rozpędziło jeden z pochodów protestacyjnych – zginęły wówczas 73 osoby, a ponad 200 zostało rannych. Pacyfikacja ryskiej demonstracji, zamiast doprowadzić do wygaśnięcia ruchu rewolucyjnego, sprawiła, że strajki ogarnęły również inne miasta na Łotwie. Ruch rewolucyjny w Rydze był na tyle silny, że robotniczy Komitet Federacyjny przez kilka miesięcy na przełomie 1905 i 1906 r. działał faktycznie jawnie, domagając się ustanowienia 8-godzinowego dnia pracy, wprowadzenia prawa do strajku i zwołania ogólnorosyjskiego Zgromadzenia Ustawodawczego. Władze carskie odzyskały kontrolę nad miastem dopiero w roku następnym.
W trakcie I wojny światowej Ryga została zdobyta przez Niemców 3 września 1917 r.

### Ryga w czasie łotewskiej wojny o niepodległość i w Republice Łotewskiej (1918–1940)
18 listopada 1918 r. Łotewska Rada Ludowa ogłosiła w Rydze powstanie niepodległej Republiki Łotewskiej. Kilkanaście dni później, 29 listopada, działania wojenne przeciwko niepodległej republice rozpoczęła Armia Czerwona. Rząd Rosji Radzieckiej oraz komuniści łotewscy dążyli do utworzenia na ziemiach łotewskich republiki radzieckiej. Rząd Tymczasowy Łotwy z Kārlisem Ulmanisem na czele zawarł z Niemcami umowę, na mocy której terytoriów łotewskich przed Armią Czerwoną bronić miały niemieckie jednostki ochotnicze (Bałtycka Landeswehra i Żelazna Brygada, następnie Dywizja), jednak w listopadzie i grudniu 1918 r. oddziały bolszewickie, wspierane przez miejscowych zwolenników, zdołały opanować praktycznie całą wschodnią Łotwę. W końcu grudnia 1918 r. rząd łotewski uznał obronę Rygi za niemożliwą i opuścił miasto. W dniach 2–3 stycznia 1919 r. Rygę opanowali miejscowi bolszewicy oraz wkraczające jednostki Armii Czerwonej.

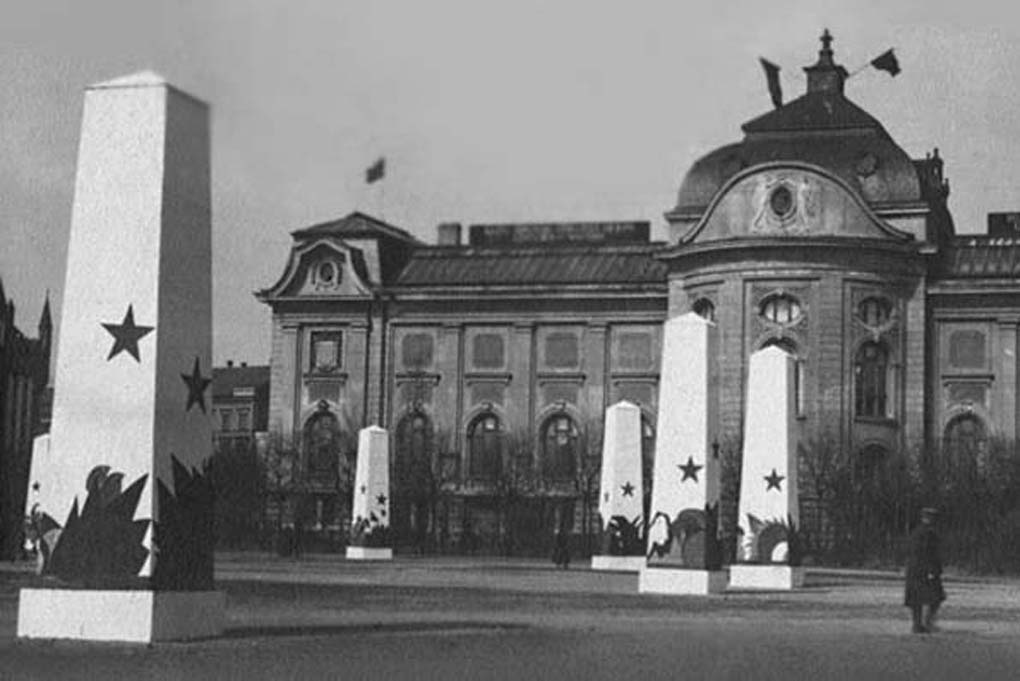
Ryga jako stolica efemerycznej Łotewskiej SRR: dekoracje w centrum miasta w dniu 1 maja 1919 r.

Do Rygi przybył rząd Łotewskiej Socjalistycznej Republiki Radzieckiej, na czele którego stał Pēteris Stučka. 13–15 stycznia 1919 r. w Rydze odbył się I Zjazd Delegatów Robotniczych Łotwy.
23 maja 1919 r. Ryga została zdobyta przez wojska niemieckie działające w imieniu rządu łotewskiego na czele z Andrievsem Niedrą, który wcześniej sami Niemcy zainstalowali drogą przewrotu, obalając proaliancki rząd Ulmanisa. W zajętym mieście Niemcy rozstrzelali ok. 4500 Łotyszy podejrzanych o współpracę z bolszewikami lub o sympatyzowanie z rządem Ulmanisa. Rząd Tymczasowy Łotwy odzyskał kontrolę nad Rygą po bitwie pod Kiesią w czerwcu 1919 r., w której wojska estońskie, z udziałem ochotników łotewskich, odniosły zwycięstwo nad Niemcami, a 3 lipca 1919 r. zawarty został rozejm nakazujący jednostkom niemieckim opuszczenie Rygi i całej Łotwy. 8 lipca 1919 r. do Rygi powrócił rząd Ulmanisa. Ostatnią próbę odebrania Rygi Republice Łotewskiej podjęła w październiku 1919 r. biała rosyjska Zachodnia Armia Ochotnicza pod dowództwem Pawła Bermondta-Awałowa, wcześniej dozbrojona przez Niemców. Łotysze, z pomocą Wielkiej Brytanii, zdołali jednak odeprzeć jej atak na miasto.
11 sierpnia 1920 podpisano tu traktat pokojowy między Łotwą a Rosją, a 18 marca 1921 podpisano traktat pokojowy między Polską a Rosją.
W połowie 1919 r. Ryga liczyła ok. 212 tys. mieszkańców, w tym 109 tys. Łotyszy, 36 tys. Niemców, 28 tys. Żydów, 15 tys. Rosjan, 9 tys. Polaków oraz 6 tys. Litwinów. W 1935 roku Łotysze stanowili ok. 65% mieszkańców.

### Ryga podczas II wojny światowej i w składzie ZSRR (1940–1991)

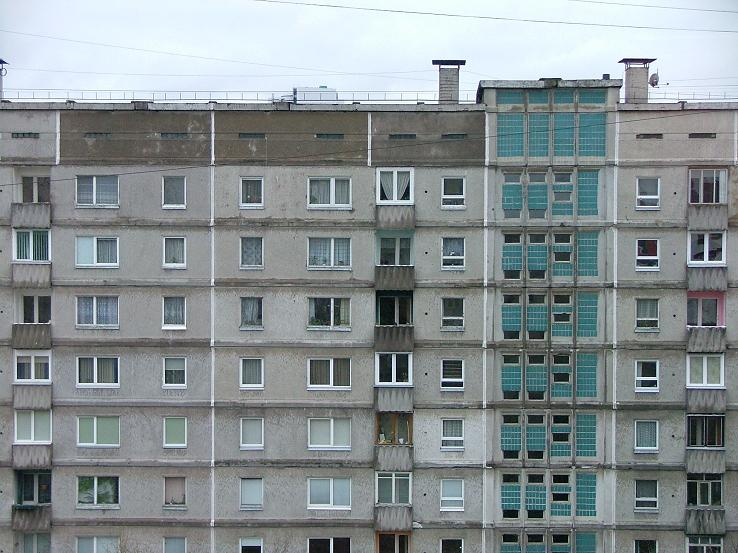
Przykład sowieckiej zabudowy blokowej na ryskim osiedlu

W 1940 wcielona do ZSRR. W dniu 1 lipca 1941 r. w początkowej fazie operacji Barbarossa zajęta przez Niemców, z wydatnym udziałem powstańców łotewskich.
Podczas okupacji hitlerowskiej, w lipcu roku Niemcy utworzyli getto dla żydowskich mieszkańców. Przebywało w nim około 40 000 osób. 21 czerwca 1943 roku Niemcy ostatecznie zlikwidowali getto, a Żydów wywieziono do obozu koncentracyjnego Kaiserwald, obozu Auschwitz II – Birkenau oraz część zamordowano na miejscu.
W dniu 13 października 1944 zdobyta ponownie przez Armię Czerwoną i wcielona do ZSRR. Na skutek działań wojennych wiele obiektów miejskich uległo zniszczeniu. W 1949 r. nastąpiła kolejna wywózka mieszkańców miasta na Syberię. W związku z masowym napływem Rosjan do miasta, w 1979 r. liczba Łotyszy w Rydze spadła do 38%.

### Ryga w Republice Łotewskiej
Od 21 sierpnia 1991 po ogłoszeniu niepodległości przez Łotwę, miasto ponownie zostało stolicą państwa łotewskiego. W 2003 w stolicy Łotwy został zorganizowany 48. Konkurs Piosenki Eurowizji. W 2006 w Rydze odbył się szczyt NATO. Największą imprezą międzynarodową, jaką dotąd gościła Ryga (oraz cała Łotwa) stały się Mistrzostwa Świata w Hokeju na Lodzie w 2006 oraz 2021 roku. W 2013 roku w Rydze doszło do katastrofy budowlanej, w której zginęły 54 osoby. W 2014 miasto zostało wyróżnione tytułem Europejskiej Stolicy Kultury. W 2016 w Rydze odbyły się Europejskie Spotkania Młodych organizowane przez Wspólnotę Taizé.

## Mikrorejony

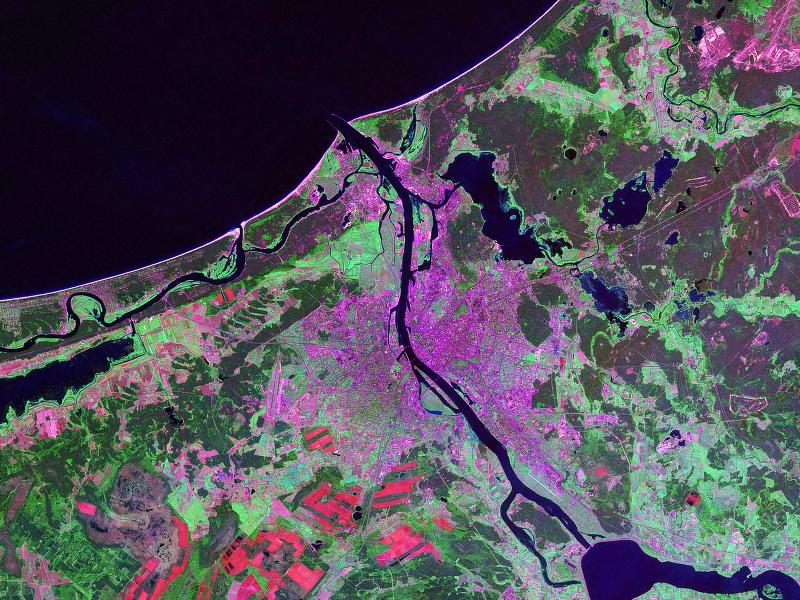
Ryga – zdjęcie satelitarne Landsat

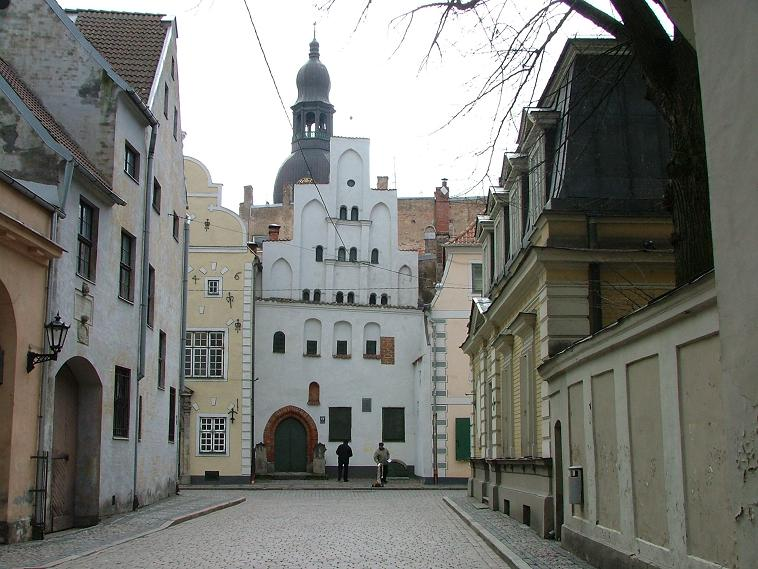
Gotycka zabudowa Starego Miasta

Powszechnie przyjmuje się podział miasta na 47 mikrorejonów:
| - 1. Buļļuciems - 2. Daugavgrīva - 3. Kleisti - 4. Bolderāja - 5. Spilve - 6. Iļģuciems - 7. Imanta - 8. Zasulauks - 9. Ķīpsala - 10. Zolitūde - 11. Pleskodāle - 12. Āgenskalns - 13. Bieriņi - 14. Torņakalns - 15. Zaķusala i Lucavsala - 16. Ziepniekkalns | - 17. Katlakalns - 18. Mangaļsala - 19. Vecāķi - 20. Trīsciems - 21. Vecmīlgrāvis - 22. Jaunciems - 23. Jaunmīlgrāvis - 24. Osta - 25. Mežaparks - 26. Bukulti - 27. Sarkandaugava - 28. Čiekurkalns - 29. Jugla - 30. Berģi - 31. Pētersala - 32. Vecrīga | - 33. Bulvāru loks - 34. Centrs - 35. Teika - 36. Mežciems - 37. Brekši - 38. Grīziņkalns - 39. Purvciems - 40. Dreiliņi - 41. Maskavas forštate - 42. Dārzciems - 43. Pļavnieki - 44. Ķengarags - 45. Šķirotava - 46. Rumbula - 47. Dārziņi |

## Ważniejsze miejsca i zabytki

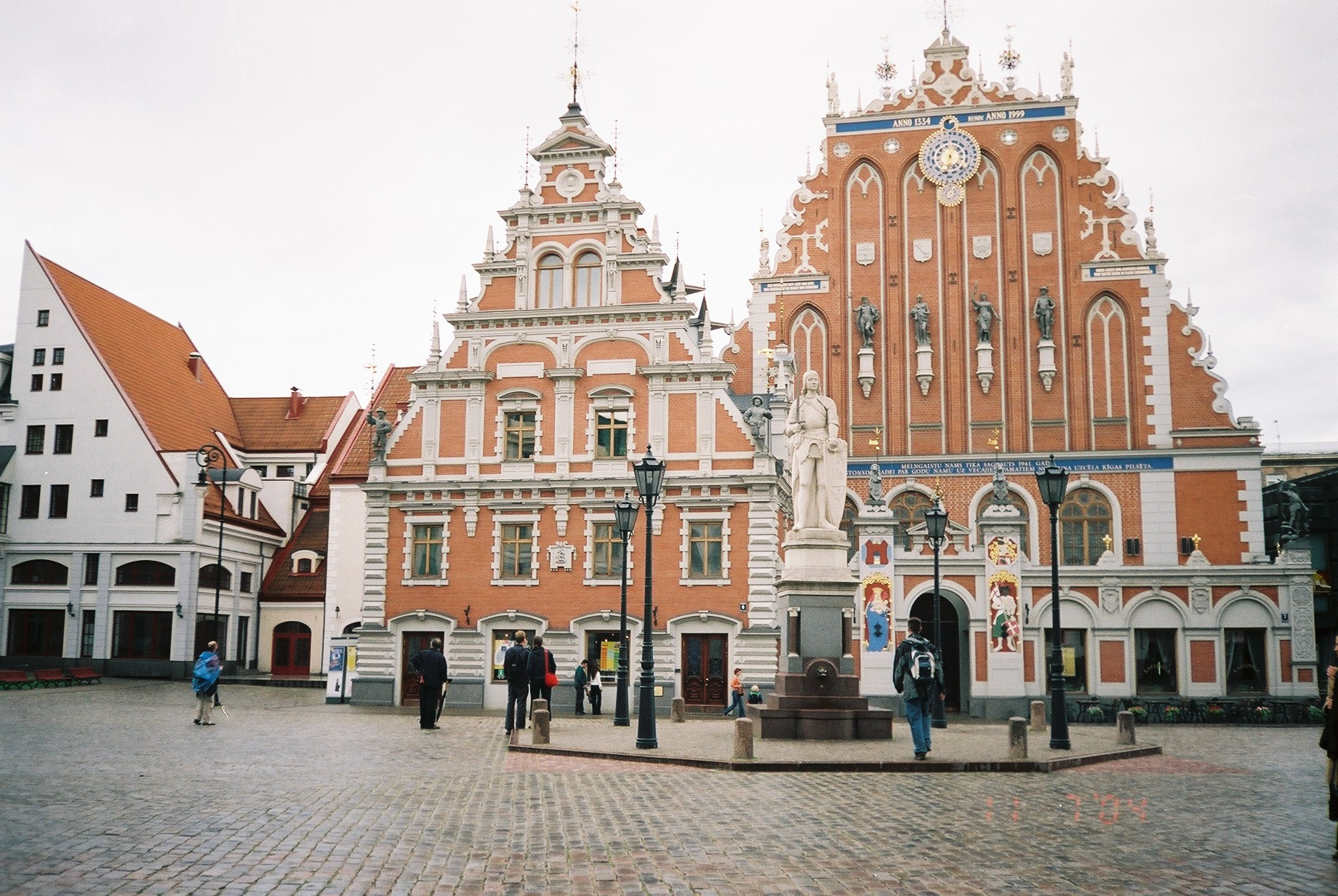
Plac ratuszowy (Rātslaukums) i dom Bractwa Czarnogłowych; widoczny pomnik Rolanda

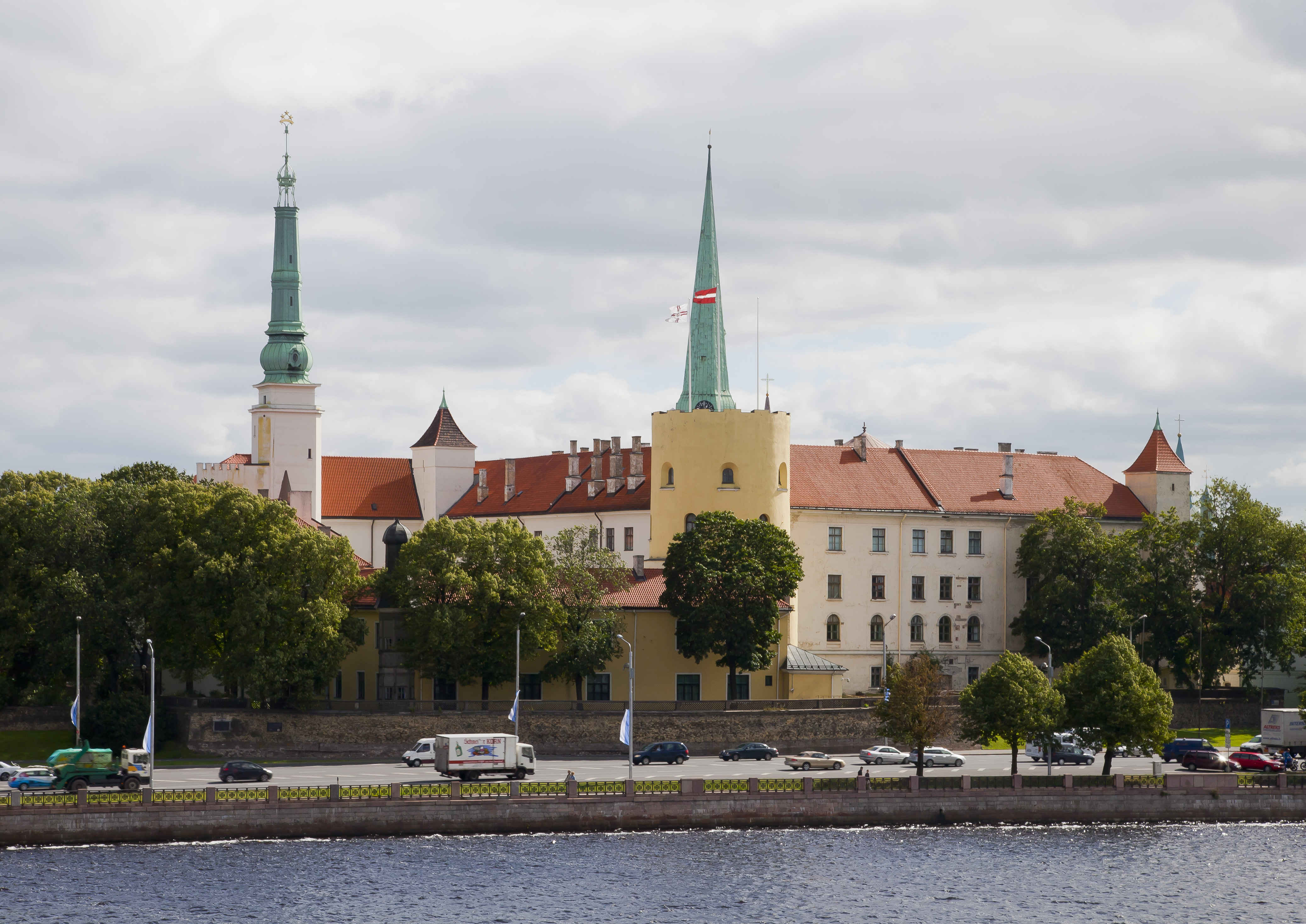
Zamek krzyżacki

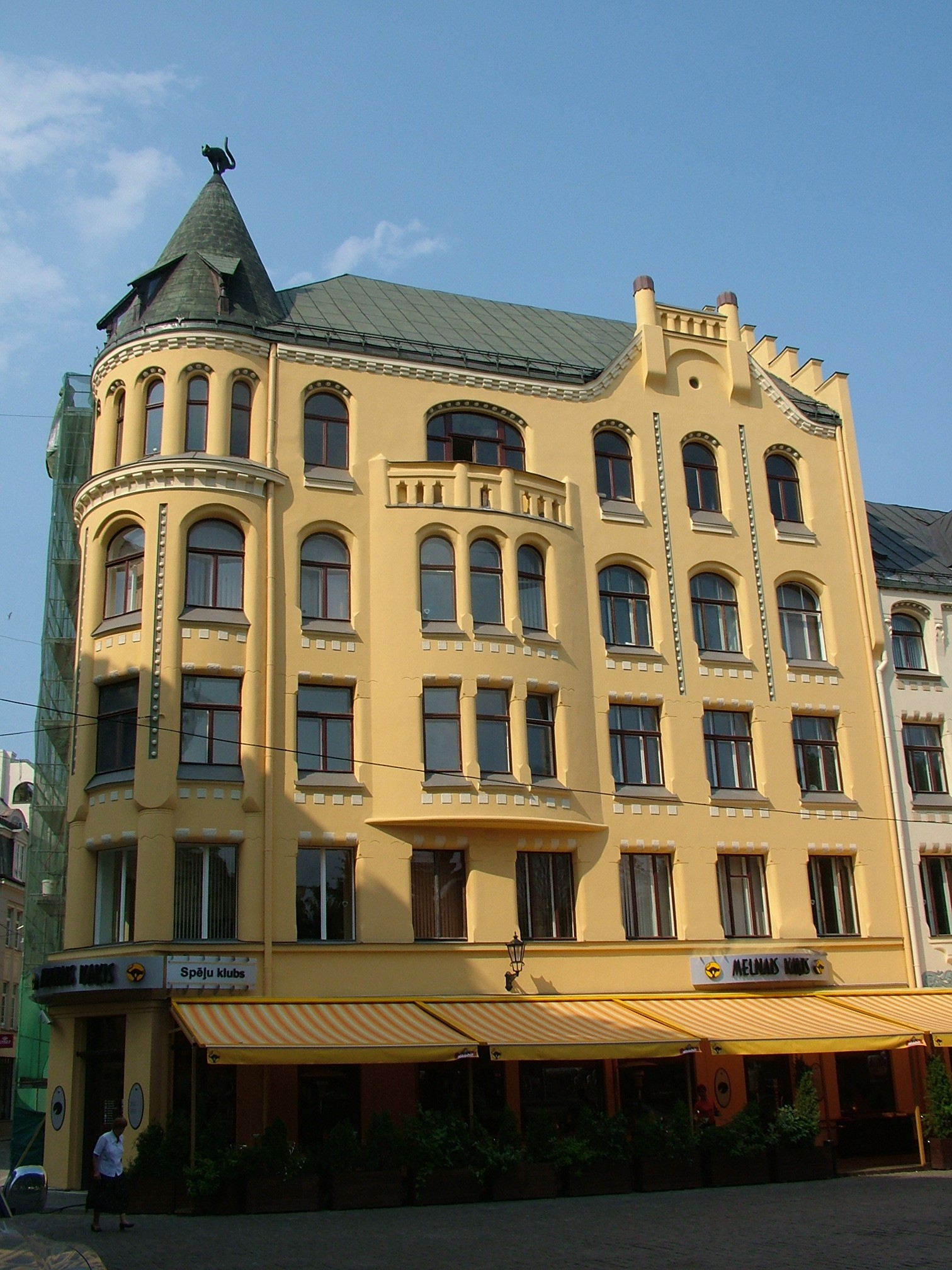
Dom Kotów (Kaķu nams)

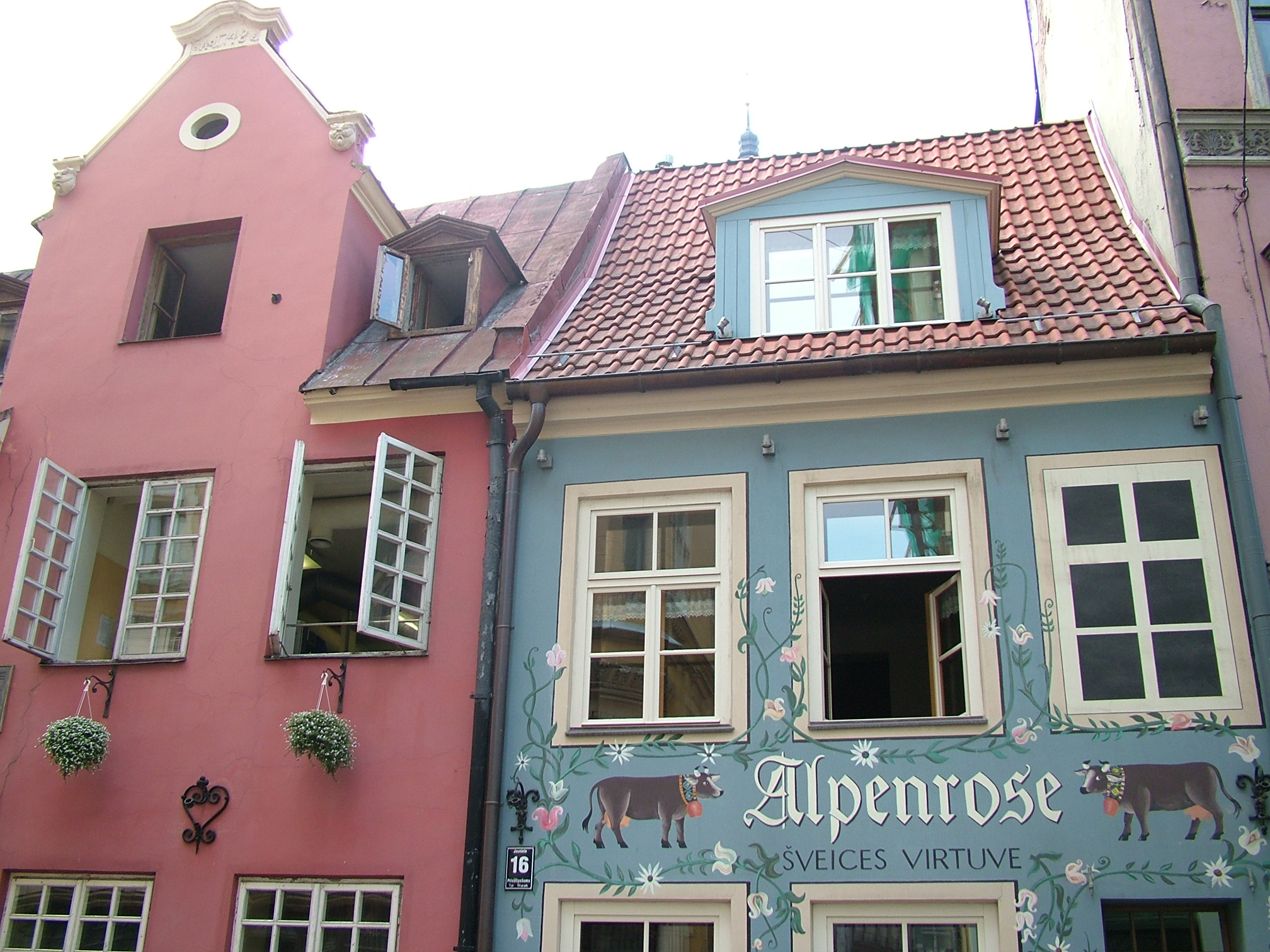
Budynek szwajcarskiej restauracji Alpenrose – Jauniela iela 16

Miasto leży na trasie Europejskiego Szlaku Gotyku Ceglanego. W 1997 ryski rynek starego miasta został wpisany na listę światowego dziedzictwa UNESCO. Do najbardziej znanych zabytków i charakterystycznych miejsc Rygi należą:
- Katedra w Rydze (protestancka)
- Katedra św. Jakuba w Rydze (katolicka)
- Zamek w Rydze
- Baszta Prochowa
- Brama Szwedzka
- Budynek Sejmu w Rydze
- Centrāltirgus
- Dom Bractwa Czarnogłowych
- Dom Kotów (Kaku nams)
- cerkwie prawosławne: sobór Narodzenia Pańskiego, cerkwie: Zwiastowania, św. Aleksandra Newskiego, Wniebowstąpienia Pańskiego, Ścięcia Głowy św. Jana Chrzciciela, św. Michała Archanioła, Trójcy Świętej, Wszystkich Świętych
- monaster Trójcy Świętej i św. Sergiusza z Radoneża w Rydze
- Konventa Sēta
- Koszary Jakuba
- Kościół św. Jerzego w Rydze
- Kościół św. Piotra w Rydze
- Kościół św. Jana w Rydze
- Kościół św. Pawła w Rydze
- Łotewskie Muzeum Etnograficzne
- Mała Gildia
- Mežaparks
- Wieżowiec Akademii Nauk Łotwy
- Pomnik Rolanda
- Pomnik Wolności
- Ryska wieża radiowo-telewizyjna
- Synagoga Miejska w Rydze
- Trzej Bracia
- Ulica Alberta w Rydze
- Wielka Gildia
- Zegar Laima
- gmach Biblioteki Narodowej Łotwy
- Kościół Matki Boskiej Bolesnej w Rydze
- Kościół Jezusa w Rydze
- Kościół Marcina Lutra w Rydze
- Kościół Zbawiciela w Rydze
- Kościół św. Marcina w Rydze
- Kościół ewangelicko-reformowany w Rydze
- Budynek przy ul. Alusknes Iela 5 z 1910–1912, wpisany na Listę Światowego Dziedzictwa UNESCO[22].

## Polonica

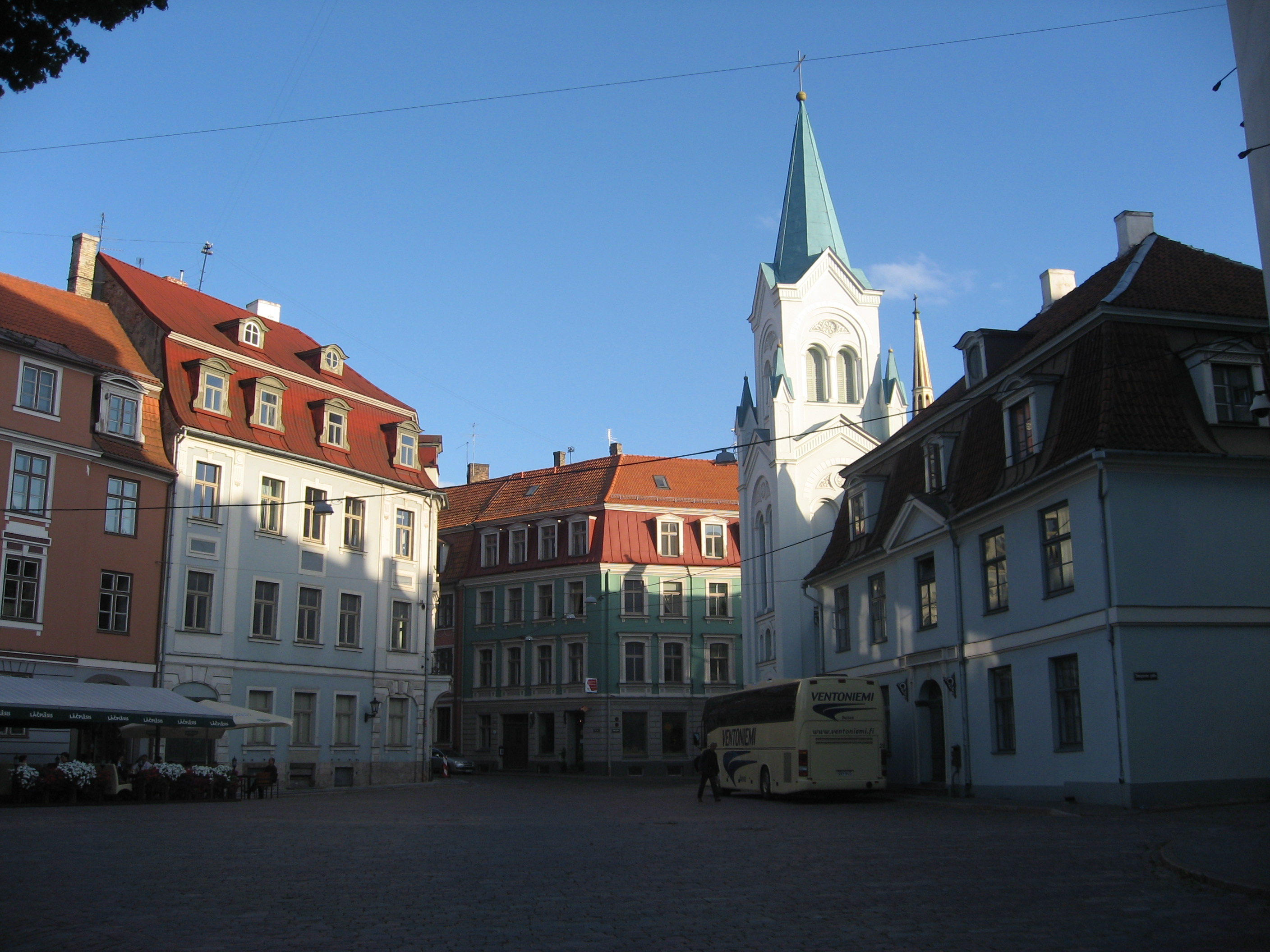
Plac Zamkowy wraz z kościołem Matki Boskiej Bolesnej

- W katedrze w jednej z kaplic zostali pochowani podkomorzy króla Zygmunta III Wazy rotmistrz wojsk polskich Kacper Tyzenhaus z małżonką.
- W kościele św. Jakuba posługę sprawował i wygłaszał kazania Piotr Skarga. W 1582 roku król Stefan Batory ze swej rezydencji na zamku przychodził do tego kościoła na msze.
- W kościele św. Franciszka (Sv. Franciska Romas katolu baznica) z 1889 roku pod ołtarzem głównym został pochowany Stanisław Sołtan, marszałek nadworny Wielkiego Księstwa Litewskiego i późniejszy zesłaniec syberyjski. Pierwotnie grób znajdował się w kaplicy, na której postawiono obecny kościół. Na terenie dawnego cmentarza przykościelnego (od 1908 roku Ogrodu Pokoju) byli pochowani pisarz hrabia Leon Potocki (1799–1864) oraz założyciel akademickiej korporacji „Arkonia” Karol Gąsowski (zm. 1879).
- przy uliczce Polska Brama (Poļu Gate) znajduje się kościół Matki Boskiej Bolesnej z 1784 roku, który został wzniesiony w związku z obecnością w mieście polskojęzycznej ludności katolickiej.
- Zamek w Rydze był rezydencją polskich namiestników m.in. Jana Hieronima Chodkiewicza i księcia Jerzego Radziwiłła.
- Na Politechnice Ryskiej (obecnie Uniwersytet Techniczny, łot. Rīgas Tehniskā Universitāte) studiował Ignacy Mościcki (prezydent Rzeczypospolitej w latach 1926–1939), fakt ten upamiętnia dwujęzyczna tablica umieszczona przy wejściu do budynku dawnego Wydziału Chemii
- Na Politechnice Ryskiej powstały jedne z najstarszych polskich korporacji akademickich: Arkonia i Welecja.
- W okresie międzywojennym w Rydze funkcjonowały polskojęzyczna Miejska Szkoła Średnia i Teatr Polski.
- Od 1990 roku miasto jest siedzibą Związku Polaków na Łotwie[potrzebny przypis].

## Populacja

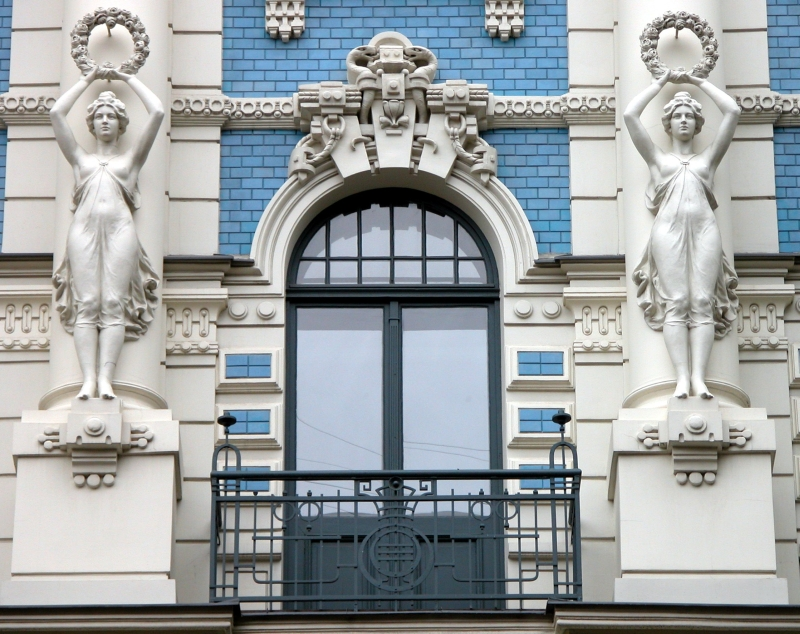
Detal ryskiej architektury secesyjnej

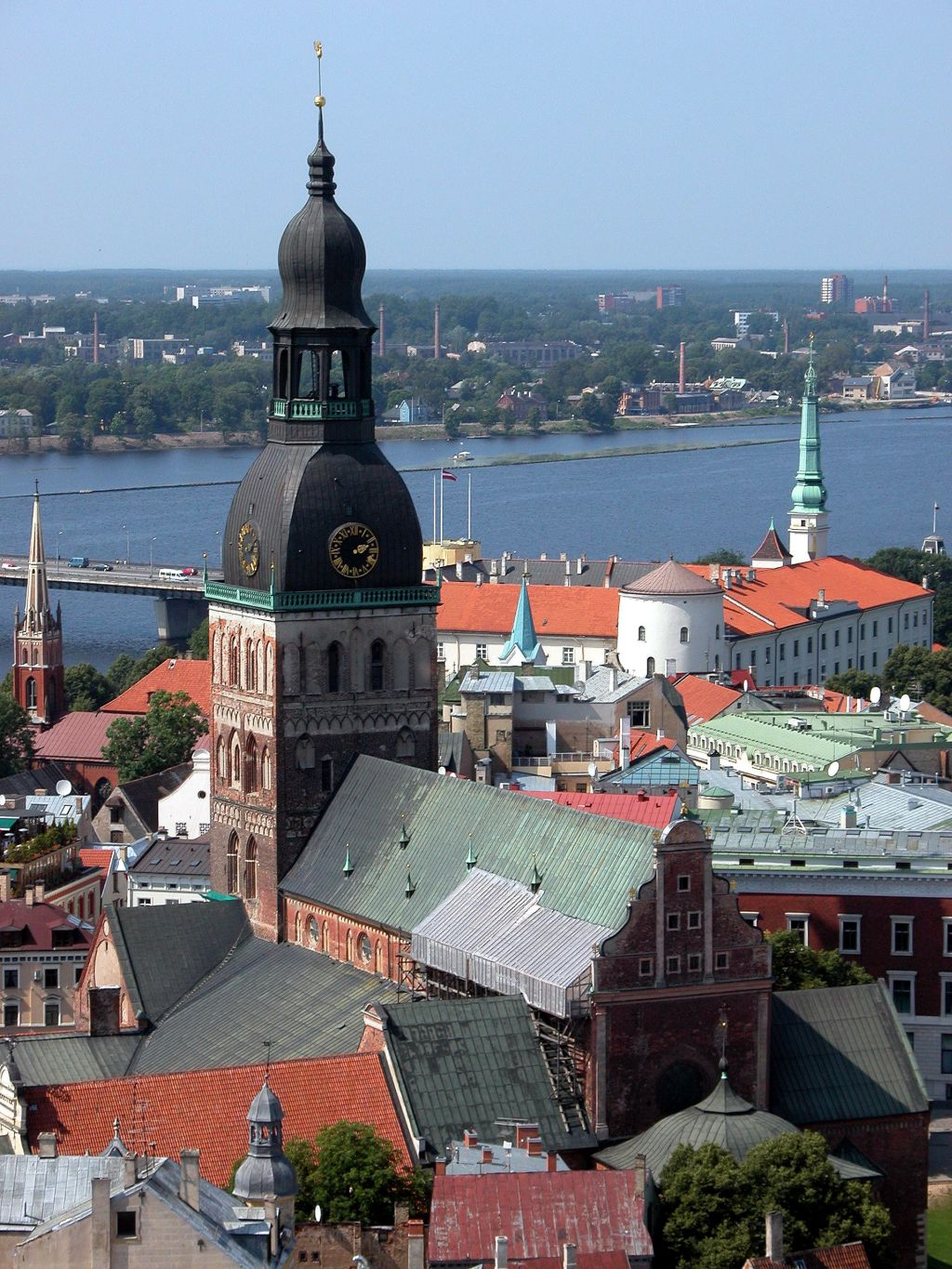
Widok z wieży kościoła św. Piotra na Katedrę luterańską (Rīgas Doms) i rzekę Dźwinę

| Rok  | Populacja |
| ---- | --------- |
| 1767 | 19 500    |
| 1800 | 29 500    |
| 1840 | 60 000    |
| 1867 | 102 600   |
| 1881 | 169 300   |
| 1897 | 282 200   |
| 1913 | 517 500   |
| 1920 | 185 100   |
| 1930 | 377 900   |
| 1940 | 353 800   |

| Rok  | Populacja |
| ---- | --------- |
| 1941 | 335 200   |
| 1945 | 228 200   |
| 1950 | 482 300   |
| 1955 | 566 900   |
| 1959 | 580 400   |
| 1965 | 665 200   |
| 1970 | 731 800   |
| 1975 | 795 600   |
| 1979 | 835 500   |
| 1987 | 900 300   |

| Rok  | Populacja |
| ---- | --------- |
| 1990 | 909 135   |
| 1991 | 900 455   |
| 1992 | 889 741   |
| 1993 | 863 657   |
| 1994 | 843 552   |
| 1995 | 824 988   |
| 1996 | 810 172   |
| 1997 | 797 947   |
| 1998 | 786 612   |
| 1999 | 776 008   |

| Rok  | Populacja |
| ---- | --------- |
| 2000 | 764 329   |
| 2001 | 756 627   |
| 2002 | 747 157   |
| 2003 | 739 232   |
| 2004 | 735 241   |
| 2005 | 731 762   |
| 2010 | 706 413   |
| 2011 | 703 581   |
| 2012 | 699 203   |
| 2013 | 696 618   |

### Narodowości
W czasach ZSRR w Rydze osiedliło się wielu Rosjan, Ukraińców i Białorusinów, którzy mieszkają tam do dziś, większość z nich nie zna języka łotewskiego. Dane za 2013:
| %     | Narodowość  |
| ----- | ----------- |
| 42,5% | Łotysze     |
| 39,8% | Rosjanie    |
| 4,0%  | Białorusini |
| 3,8%  | Ukraińcy    |
| 1,9%  | Polacy      |
| 0,9%  | Żydzi       |
| 7,1%  | pozostali   |

## Szkoły wyższe
- Uniwersytet Łotwy
- Uniwersytet Stradiņša w Rydze
- Ryski Uniwersytet Techniczny

Uniwersytet Łotwy

- Sztokholmska Szkoła Ekonomii w Rydze
- Łotewska Akademia Sztuki
- Łotewska Akademia Kultury [23]
- Łotewska Akademia Muzyczna im. Jāzepsa Vītolsa

## Muzea

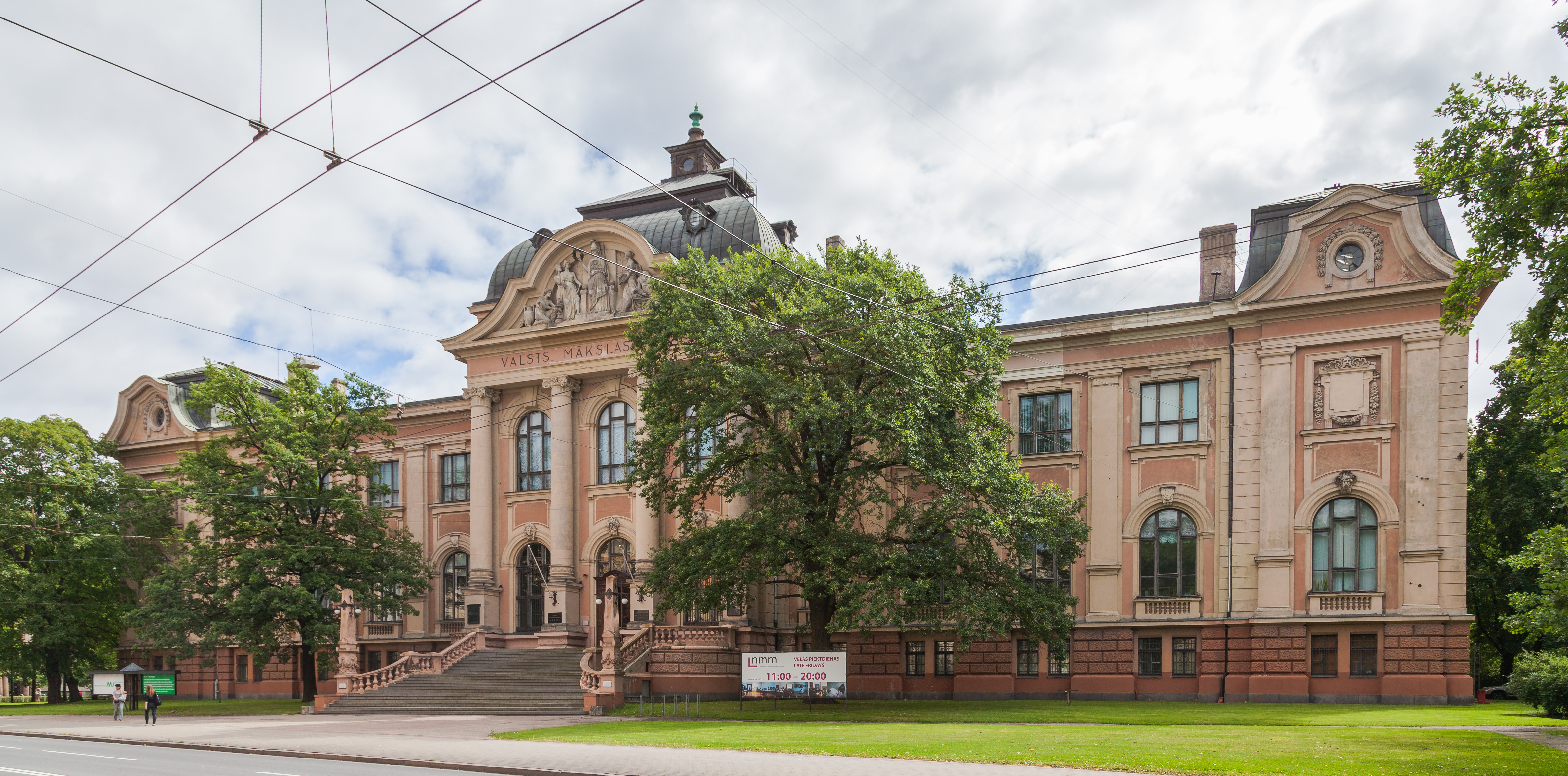
Łotewskie Narodowe Muzeum Sztuki

- Łotewskie Muzeum Etnograficzne
- Muzeum Okupacji w Rydze
- Ryskie Muzeum Motoryzacji
- Łotewskie Narodowe Muzeum Sztuki

## Transport

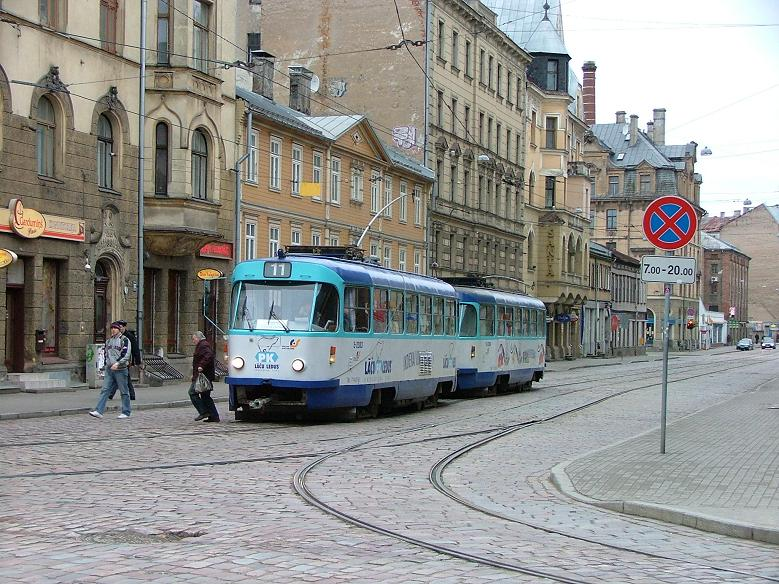
Typowy tabor tramwajowy – Tatra T3 w Rydze

W Rydze funkcjonują port lotniczy, port morski oraz największa stacja kolejowa na Łotwie. Komunikację miejską obsługują zarówno tramwaje, jak i trolejbusy.

## Sport
W Rydze działa wiele klubów sportowych, do bardziej znanych należą kluby piłkarskie: Skonto FC, Dinamo-Rīnuži/LASD Ryga, FK Rīga, FK Daugava Ryga, a hokej na lodzie reprezentuje tutaj Dinamo Ryga. Głównymi obiektami sportowymi Rygi są Stadion Skonto oraz hale Arēna Rīga i Skonto Arena.
W 1937 w Rydze odbyły się Mistrzostwa Europy w Koszykówce, w 1962 Mistrzostwa Świata w Piłce Siatkowej Mężczyzn (część spotkań), a w 2006 Mistrzostwa Świata w Hokeju na Lodzie.

## Miasta partnerskie
Miasta partnerskie Rygi:

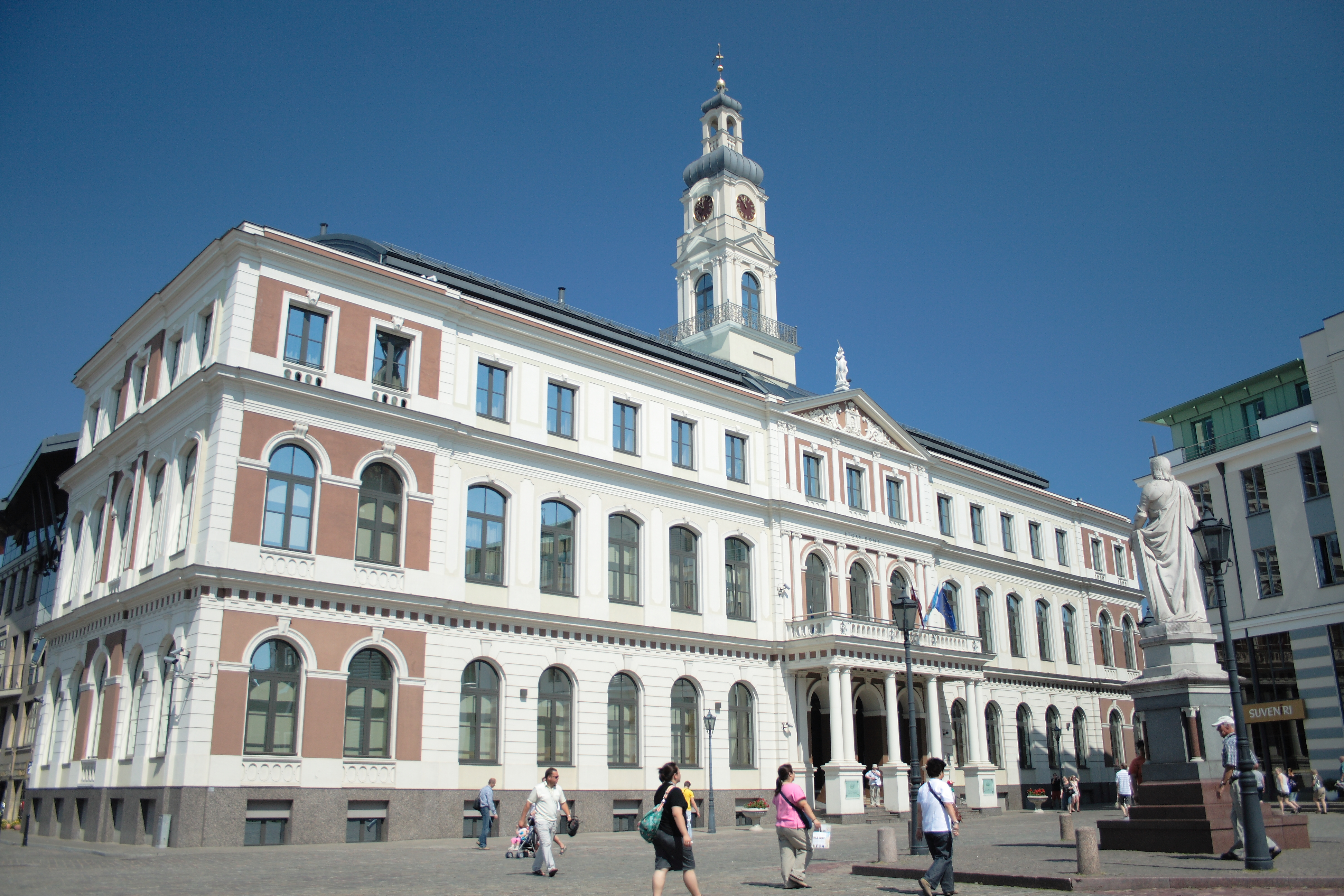
Ratusz na Starym Mieście

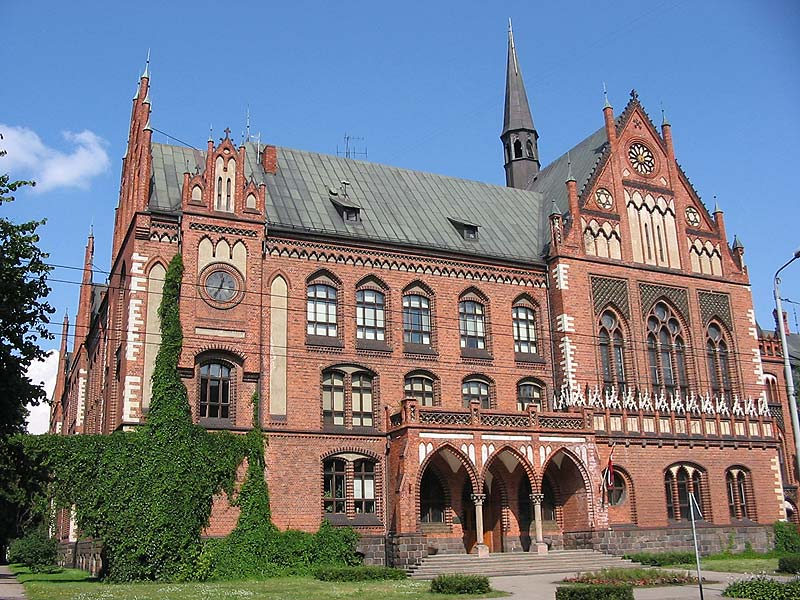
Ryska akademia sztuki

- Ałmaty, Kazachstan (1.07.2019)
- Astana, Kazachstan (13.06.2019)
- Bordeaux, Francja (3.07.2020)
- Brema, Niemcy (15.08.2019)
- Dallas, USA (7.06.2019)
- Erywań, Armenia (29.09.2018)
- Florencja, Włochy (25.05.2014)
- Cairns, Australia (2012)
- Kijów, Ukraina (5.06.2014)
- Kobe, Japonia (20.11.2013)
- Moskwa, Rosja (21.10.2010)
- Mińsk, Białoruś (24.11.2018)
- Norrköping, Szwecja (10.2018)
- Aalborg, Dania (01.2014)
- Pekin, Chiny (30.01.2018)
- Pori, Finlandia (04.2004)
- Rostock, Niemcy (16.06.2019)
- Petersburg, Rosja (18.09.2019)
- Santiago, Chile (6.12.2016)
- Sztokholm, Szwecja (15.10.2018)
- Suzhou, Chiny (03.2017)
- Tajpej, Tajwan (2014)
- Tallinn, Estonia (11.04.2019)
- Tartu, Estonia (04.2014)
- Taszkent, Uzbekistan (21.12.2018)
- Tbilisi, Gruzja (11.2017)
- Warszawa, Polska (22.11.2018)
- Wilno, Litwa (2015)
- Kazań, Rosja (11.2005)